# シクロピロロン系

親化合物シクロピロロンの骨格式

シクロピロロン系（シクロピロロンけい、英：Cyclopyrrolones）は、ベンゾジアゼピン誘導体と同様の薬理学的特性を持つ睡眠作用、抗不安作用のある非ベンゾジアゼピン系薬物の一群である。
シクロピロロンは化学的にはベンゾジアゼピンとは無関係であるが、神経伝達物質GABAのベンゾジアゼピン受容体を介して機能する。最もよく知られているシクロピロロン誘導体は、ゾピクロン（Imovane）とその活性な単一エナンチオマー成分であるエスゾピクロン（Lunesta）で、これらは不眠症の治療に使用されるが、乱用の可能性があることが知られている。その他のシクロピロロンには、以下のものがある：
- パゴクロン – 抗不安薬
- パジナクロン – 抗不安薬
- スプロクロン – 抗不安薬
- スリクロン –抗不安薬